# Michale
Michale – wieś w Polsce położona w województwie kujawsko-pomorskim, w powiecie świeckim, w gminie Dragacz.
W latach 1975–1998 miejscowość administracyjnie należała do województwa bydgoskiego. Według Narodowego Spisu Powszechnego (III 2011 r.) liczyła 725 mieszkańców. Jest trzecią co do wielkości miejscowością gminy Dragacz.
Wieś wzmiankowana już w roku 1410. W okresie do I wojny światowej oraz w czasie II wojny światowej używana była niemiecka nazwa Michelau.

## Mennonici
Przed 1565 rokiem w miejscowości osiedlili się mennonici. Mieli oni za zadanie zagospodarować obszary w dolinie Wisły, która często była zalewana przez rzekę. Osiedlali się oni na tych ziemiach na prawie holenderskim. Oznacza to, że mogli oni czerpać zyski z tytułu dzierżawy, ale bez prawa do własności ziemi i bez możliwości nabycia jej przez zasiedzenie.

## Pomniki przyrody
We wsi rosną dwa drzewa uznane za pomniki przyrody w 1995 roku:
- dąb szypułkowy o obwodzie 437 cm,
- jesion wyniosły o obwodzie 307 cm,

a także bardzo okazała topola biała. To drzewo posiadające obwód 768 cm i wysokość 27 m (w roku 2013), odznacza się prostym pniem i zdrową koroną.

## Zabytki
Według rejestru zabytków NID na listę zabytków wpisana jest Biała Karczma (nr 127) z roku 1898 oraz ogród, nr rej.: A/419/1-2 z 19.08.1994.

## Galeria

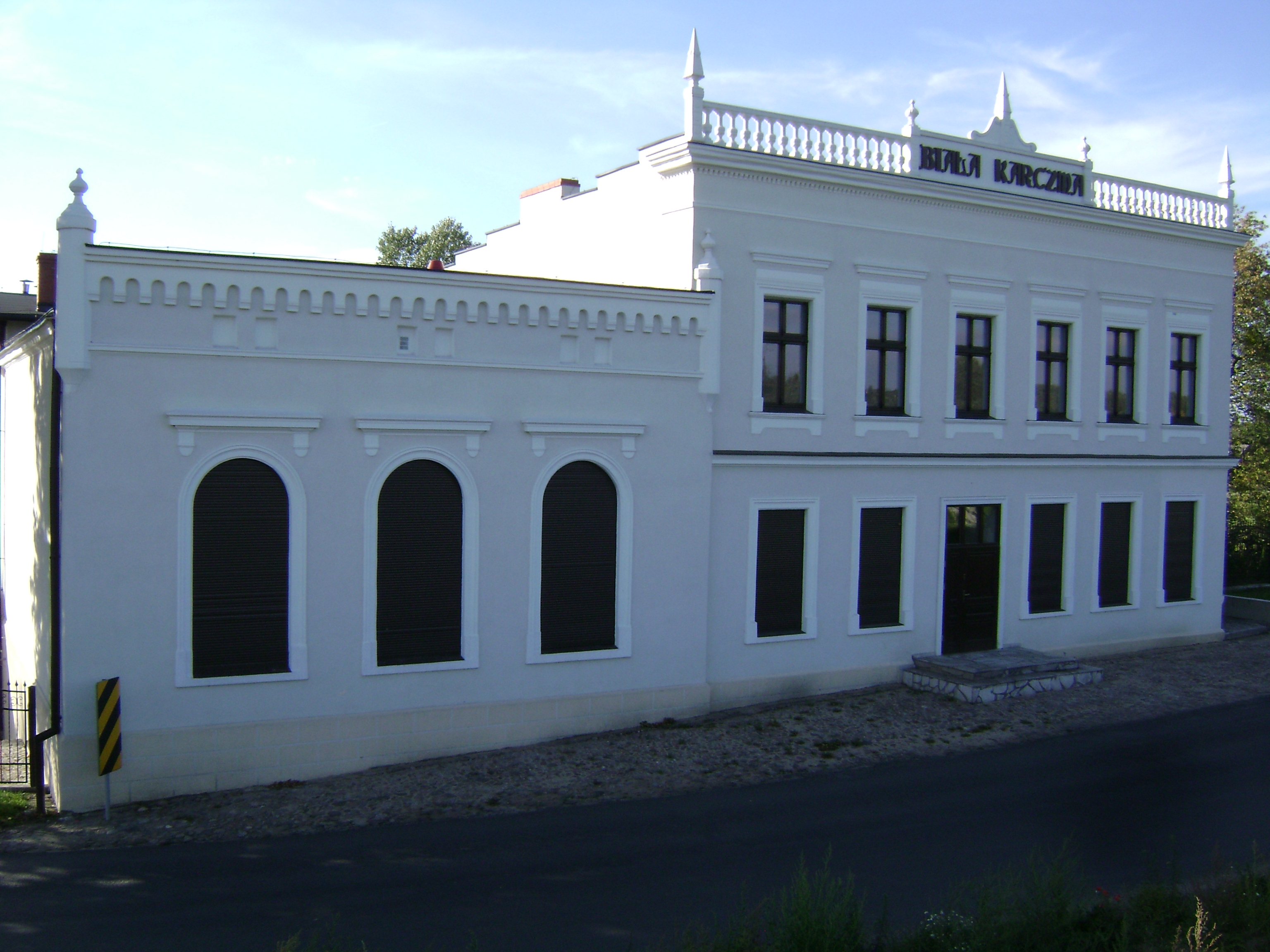
Biała Karczma (nr 127), rok 1898
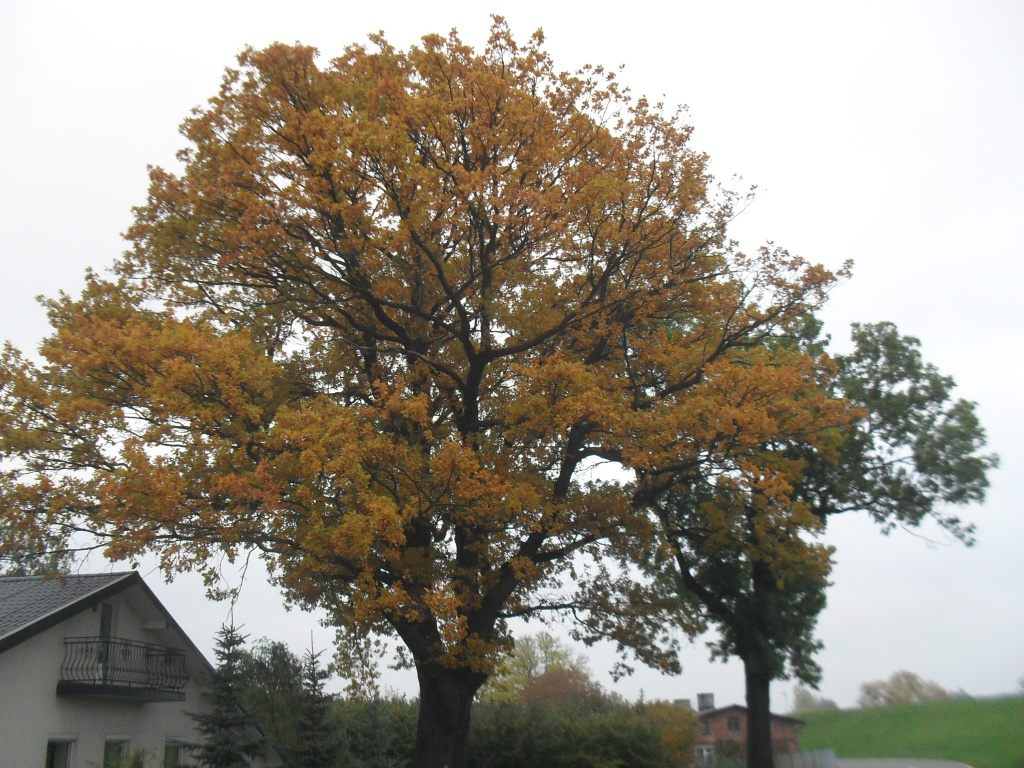
Dąb szypułkowy i jesion wyniosły – pomniki przyrody